# جنگل رتز
جنگل رتز (به فرانسوی: Forêt de Retz) یک جنگل در فرانسه است که در پیکاردی واقع شده‌است.